# ببتيد أذيني مدر للصوديوم
الببتيد الأذيني المدر للصوديوم (بالإنجليزية: Atrial natriuretic peptide)‏ هو بروتين يفرز من قبل خلايا موجود في القلب. اكتشف هذا الهرمون الباحث الأرجنتيني الكندي أدولفو دي بولد، ويعمل كموسع قوي للأوعية الدموية. وهو مسؤول عن استتباب ماء الجسم والصوديوم والبوتاسيوم والدسم. تفرزه الخلايا العضلية الموجودة في الأذين في القلب استجابة لارتفاع ضغط الدم. يقلل الببتيد الأذيني المدر للصوديوم الماء والصوديوم والشحوم في الأوعية الدموية، لذلك فهو يخفض الضغط الدموي. إن عمل هذا البتيد يعاكس تماماً عمل هرمون يدعى الألدوستيرون والذي يفرز من قشر الغدة الكظرية حيث يقوم الألدوستيرون بحبس الصوديوم في الأوعية الدموية بينما يقوم الببتيد الأذيني المدر للصوديوم بطرح الصوديوم (كما هو واضح من اسمه).